# Jardines Japoneses de Jurong
Los Jardines Japoneses, también conocidos como Jardines de Jurong o Seiwaen es un parque singapureño localizado al este de Jurong. Fue construido en 1974 por la compañía JTC Corporation y abarca una extensión de 13,5 ha (135.000 m²).
El jardín, construido a orillas del lago Jurong está conectado con los Jardines Chinos mediante el denominado "Puente de la Doble Belleza".

## Diseño
Al igual que el parque anexo está diseñado para ofrecer una perspectiva visual alegre, el Japonés evoca la calma, la meditación y la calma interior. Tales estilos vienen inspirados por la naturaleza japonesa de las eras Muromachi (1392-1568) y Azuchi-Momoyama (1568-1615).
El parque está formado por 10 faros de piedra conocidos como Tōrō, una casa tradicional, una posada, estanques y terrenos de grava recreando de esta manera el estilo tradicional del país nipón.

## Puntos de interés
En la zona se encuentra el Turtle & Tortoise Museum, el cual al igual que los diez relojes de sol situados a lo largo de la ciudad de Singapur fueron erigidos para promover el interés por la ciencia. El del lado japonés aparece representado Venus y en el chino la Tierra.
La zona es también el hábitat de varanos y kois en los estanques.